# Мушенко Іван Наумович
Іван Наумович Мушенко (1871, Великомихайлівка — 1950, Москва) — гірничий інженер, депутат Державної думи II скликання від Курської губернії.

## Біографія
Походив із селянської родини села Великомихайлівка. Закінчив сільську школу, духовну семінарію, а потім Гірничий інститут у Петербурз, здобув спеціальність гірничого інженера. Завідував земською шевською майстернею в слободі Великомихайлівка Новооскольського повіту Курської губернії. Протягом 5 років був сільським учителем. Входив до партії соціалістів-революціонерів, організатор селянських мітингів, джерело тих років повідомляє про Мушенка, що він "оратор, який майстерно володіє простонародною мовою".

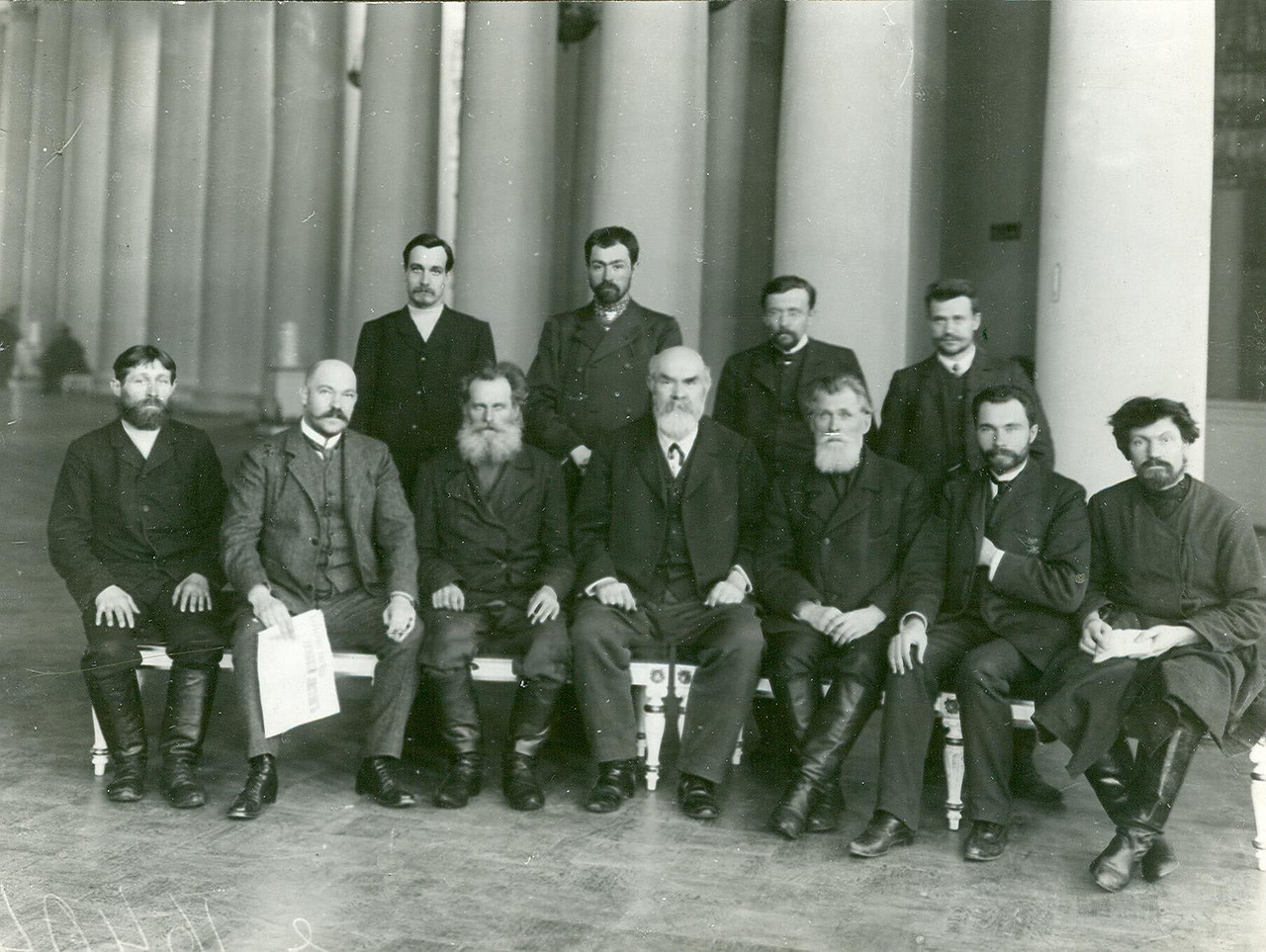
Депутати II Державної Думи від Курської губернії. Перший ряд — О.Є.Афанасьєв, К.Ф.Тахтаміров, М.O.Оводов, В.І.Долженков, С.І.Волков, І.Н.Мушенко, І.О.П'яних. Другий ряд — А.Й.Русанов, П.С.Лохвицький, Р.Я.Смірнов, Д.К.Бєлановський

7 лютого 1907р. обраний до Державної думи II скликання від загального складу виборщиків Курських губернських виборчих зборів. У Думі увійшов до складу групи Соціалістів-революціонерів. Входив до розпорядчої, аграрної комісії та комісії з народної освіти Думи. Виступив із доповіддю з аграрного питання від імені фракції соціалістів-революціонерів.
12 вересня 1907 року волосне зібрання слободи Великомихайлівки запропонував Івану Мушенку знову балотуватися в уповноважені з виборів до III Державної думи з перспективою знову стати депутатом. Мушенко відповів: «Як хочете, панове, хочете обирайте, хочете ні, це справа ваша, але я усвідомлюю — вибирати марно, бо за новим законом уповноважених від селян на губернію буде всього 31 людина, а від поміщиків — 71, отже, селяни зробити собі нічого не можуть». Селяни заявили: «Що ми, вибиратимемо для того, щоб хороших людей посилали?»
Після цього зібрання відмовилося вибирати уповноважених. Мушенка та інших його односельців звинуватили у збудженні до масового утримання від участі у виборах. Відповідно до закону, Мушенко, Шапошников, Кравцов та Лозовий підлягали «суду Курського окружного суду без участі присяжних». Тільки 26 серпня 1909 року було винесено вирок, що зібрання 12 вересня 1907 року було у незаконному неповному складі (необхідно було 160 виборщиків, а було лише 139). Іван Мушенко відмовився від виборів, мотивуючи свою відмову тим, що його не затвердять, а в такій заяві Мушенка немає ознак злочину, що приписується йому. З цих підстав суд визначає: селян Івана Мушенка, Федора Шапошнікова, Пантелеймона Кравцова і Гордія Лозового «вважати виправданими за судом, прийнявши судові витрати на рахунок скарбниці».
За відсутності власних коштів, взявши кредит, побудував у Великомихайлівці паровий млин. Млин був виписаний з Англії і його встановлював англійський інженер. Розплатитися із боргами Мушенко зміг лише перед самою революцією. У 1911 році працював у Києві, у 1912 у Кельце, після чого сім'я (на той час у Мушенка були дві дочки) повернулася до Великомихайлівки. У 1916 році переїхав до Юзівки, де працював за спеціальністю.
Очевидно, до 1917 р. відійшов від політичної діяльності і вийшов з партії есерів. Нібито відмовився від роботи у Тимчасовому уряді.
1921 року Мушенко з сім'єю знову повернувся до Великомихайлівки, де "взяв патент" (орендував?) на власний млин. У 1928 році родина переїхала до Москви. Оселився в окремому будинку на Воробйовському шосе. Працював у Технічній енциклопедії . Помер 1950 року.

## Родина
- Дружина (з 1908) — Клавдія Михайлівна уроджена Іванова, випускниця вищих жіночих Бестужевських курсів, вчителька російської мови та літератури[1].
  - Дочка — Алла (1911, Київ - ?)[1].
  - Дочка — Тетяна (1912, Кельце - ?)[1].
  - Син — Георгій (1916, Юзівка - ?)[1].
- Брат — Яків Наумович Муш(щ)енко, керував роботою млина у Великомихайлівці з 1916 по 1921[1].

### Архіви
- Російський державний історичний архів. Фонд 1278. Опис 1 (2-й скликання). Справа 276; Справа 604. Аркуш 18.